# Brooklyn's Don Diva
Brooklyn's Don Diva è un mixtape della rapper statunitense Foxy Brown, pubblicato nel 2008.

## Tracce
1. Brooklyn's Don Diva – 2:36
2. We Don't Surrender (ft. Grafh) – 4:06
3. We're On Fire (ft. Mavado) – 4:23
4. Dreams of Fucking a D-Boy (ft. Jay Rush) – 3:09
5. When the Lights Go Out (ft. Kira) – 3:35
6. Never Heard This Before (ft. Dwele) – 4:12
7. Too Real (ft. AZ) – 2:54
8. Star Cry – 4:30
9. Why – 4:12
10. She Wanna Rude Bwoy (ft. Demarco) – 3:30
11. The Quan (ft. Lady Saw) – 3:47
12. Bulletproof Love/One Love (ft. Lil' Mo) – 3:49
13. How We Get Down (ft. Grafh & Prinz) – 4:30
14. We Set the Pace (ft. Morgan Heritage & Spragga Benz) – 4:25
15. The Quan (Bonus Track) (ft. Lady Saw) (Hip Hop Mix) – 3:45